# Cananea
Heroica Ciudad de Cananea (Nederlands: Heldhaftige Stad Cananea) is een stadje in de Mexicaanse staat Sonora. Cananea heeft 31.067 inwoners (census 2005) en is de hoofdplaats van de gemeente Cananea.
Cananea is van oudsher bewoond door de Pima-indianen. In de 19e eeuw werden hier rijke zilveraders ontdekt, en verkreeg The Cananea Consolidated Copper Company een concessie. Cananea is zeer beroemd geworden om de staking van Cananea van 1906. Mexicaanse mijnwerkers legden het werk neer, en eisten betere werkomstandigheden en een loon dat gelijk was aan die van hun Amerikaanse collega's die ook in de mijn werkten. De staking eindigde in een bloedbad toen mijneigenaar William C. Greene met toestemming van de Mexicaanse autoriteiten de Arizona Rangers uit de Verenigde Staten liet overkomen om een einde te maken aan de staking. Deze gebeurtenis vormde een voorbode van de Mexicaanse Revolutie die vier jaar later zou uitbreken.